# David Sánchez (Tennisspieler)
David Sánchez Muñoz (* 20. April 1978 in Zamora) ist ein ehemaliger spanischer Tennisspieler.

## Karriere
David Sánchez wurde 1997 Profispieler. Auf der ATP Challenger Tour errang er in seiner Karriere sechs Titel, auf der ATP Tour gewann er zwei Titel, beide 2003. In Viña del Mar besiegte er im Februar Marcelo Ríos mit 1:6, 6:3 und 6:3, im September setzte er sich mit 6:2 und 6:2 in Bukarest gegen Nicolás Massú durch. Die höchste Notierung in der Tennisweltrangliste erreichte er 2003 mit Position 41 im Einzel sowie 2004 mit Position 80 im Doppel.
Im Einzel nahm er an sämtlichen Grand-Slam-Turnieren im Hauptfeld teil. Bei den French Open erreichte er 2001 und 2005 mit der dritten Runde sein bestes Resultat. Im Doppel kam er lediglich 2004 bei den US Open über die Auftaktrunde hinaus.
2005 beendete er seine Karriere.

## Erfolge
| Legende (Anzahl der Siege)                       |
| Grand Slam                                       |
| Tennis Masters Cup ATP World Tour Finals         |
| ATP Masters Series ATP World Tour Masters 1000   |
| ATP International Series Gold ATP World Tour 500 |
| ATP International Series ATP World Tour 250 (2)  |
| ATP Challenger Series (5)                        |

| ATP-Titel nach Belag |
| Hartplatz (0)        |
| Sand (2)             |
| Rasen (0)            |

### Einzel

#### Turniersiege

##### ATP Tour
| Nr. | Datum             | Turnier      | Belag | Finalgegner   | Ergebnis      |
| --- | ----------------- | ------------ | ----- | ------------- | ------------- |
| 1.  | 10. Februar 2003  | Viña del Mar | Sand  | Marcelo Ríos  | 1:6, 6:3, 6:3 |
| 2.  | 8. September 2003 | Bukarest     | Sand  | Nicolás Massú | 6:2, 6:2      |

#### Turniersiege

##### Challenger Tour
| Nr. | Datum              | Turnier      | Belag | Finalgegner       | Ergebnis      |
| --- | ------------------ | ------------ | ----- | ----------------- | ------------- |
| 1.  | 19. September 1999 | Brașov       | Sand  | Thierry Guardiola | 6:2, 0:6, 6:2 |
| 2.  | 19. März 2000      | Lissabon     | Sand  | Jiří Vaněk        | 6:4, 3:6, 6:2 |
| 3.  | 25. Juni 2000      | Lugano       | Sand  | Attila Sávolt     | 6:3, 6:2      |
| 4.  | 9. September 2001  | Kiew         | Sand  | Attila Sávolt     | 4:6, 6:3, 6:3 |
| 5.  | 23. Juni 2002      | Braunschweig | Sand  | José Acasuso      | 5:1 aufgg.    |